# پادشاهی کارتلی
پادشاهی کارتلی (گرجی: ქართლის სამეფო) یک پادشاهی مربوط به اواخر قرون وسطی و اوایل عصر جدید در شرق گرجستان بود که بر کارتلی حکومت می‌کرد و مرکز آن تفلیس بود. این کشور در فرایند تقسیم سه‌جانبه پادشاهی گرجستان در سال ۱۴۷۸ پدیدار شد و به جز چندین فاصله کوتاه تا سال ۱۷۶۲ وجود داشت تا این که کارتلی و پادشاهی همسایه کاختی از طریق جانشینی سلسله‌ای باگراتیونی با هم ادغام شدند. پادشاهی کارتلی در بیشتر طول حکومتش تابع سلسله‌های متوالی ایران و در دوره بسیار کوتاه‌تری تابع عثمانی بود، اما از چند دوره استقلال نیز، به‌ویژه پس از ۱۷۴۷ برخوردار شد.